# Campbell-Napier-Railton Blue Bird
La Campbell-Napier-Railton Blue bird è stata una vettura da record, la prima ad aver superato i 400 km/h.

## La storia
Malcolm Campbell, già più volte detentore del record di velocità terrestre, nel 1929 tentò di riconquistare il primato a bordo del Campbell-Napier-Arrol Aster Blue Bird; fallì però il tentativo, che rimase in mano ad Henry Segrave e alla sua KLG Golden Arrow.
Tornato nel Regno Unito, Campbell decise di sottoporre la sua vettura ad estese modifiche, atte a migliorarne le prestazioni. Per la parte meccanica, si rivolse alla Thomson & Taylor, azienda specializzata nella preparazione di vetture da competizione.

## La meccanica e il design

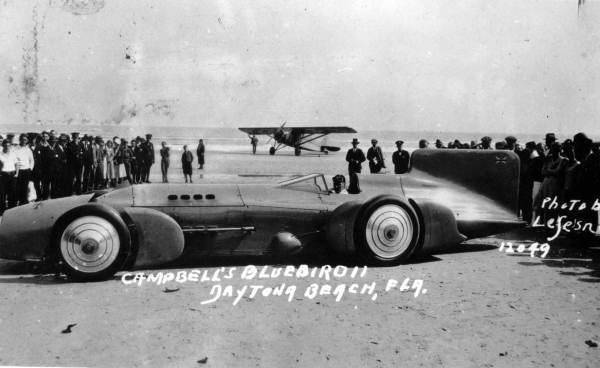
Campbell e la vettura a Daytona Beach, 1931

Furono utilizzate parti della stessa Golden Arrow, compreso il cambio a tre marce, che era stato prodotto negli stabilimenti KLG appositamente per quella vettura. La frizione multidisco era prodotta dalla Ferodo, mentre il telaio, in acciaio, fu costruito dalla Vickers. La Dunlop, insieme agli pneumatici, fornì nuovi cerchioni di dimensioni maggiori.
Il motore adottato fu il nuovo Napier Lion VIID, un W12 da 23.942 cm³, impiegato dal Gloster VI che corse la Coppa Schneider del 1929. Questo propulsore, grazie all'ausilio di un compressore centrifugo, riusciva ad erogare 1.450 CV.
Alla Thomson & Taylor si lavorò anche sul design della vettura. Questo compito fu affidato a Reid Railton, da qui il mutamento del nome in Campbell-Napier-Railton Blue Bird. Il nuovo disegno prevedeva l'abbassamento del sedile di guida, così da ridurre l'altezza del corpo vettura e quindi aumentare l'efficienza aerodinamica. Per fare ciò fu necessario spostare cambio e albero di trasmissione, che ora si trovarono a lato del pilota.
La carrozzeria, in alluminio, fu realizzata dalla Gurney Nutting and Co. Ltd.

## I record
Campbell eseguì il primo tentativo il 5 febbraio 1931 a Daytona Beach e, registrando una media di 246,09 mph (395,96 km/h), conquistò il record di velocità. Tornata nel Regno Unito, la vettura subì nuove modifiche. La carrozzeria venne modificata, con una nuova presa d'aria sull'anteriore.
Un anno dopo, il 24 febbraio 1932, Campbell tornò a Daytona Beach e vi migliorò il suo primato, portando la vettura fino a 253,96 mph (408,71 km/h).
In seguito, questa vettura sarà la base per la Campbell-Railton Blue Bird.